# Römisch Pokern
Römisch Pokern, in der französischen Ausgabe auch Avé, ist ein einfaches Würfelspiel mit sechs Würfeln, die römische Ziffern aufweisen. Das Spiel wurde von David Parlett und Johannes Krenner entwickelt und ist 2015 bei dem deutschen Spieleverlag Amigo sowie im Folgejahr beim französischen Verlag Gigamic erschienen.

## Hintergrund und Ausstattung
Römisch Pokern ist ein Spiel, bei dem die Spieler mit bis zu jeweils sechs sechsseitigen Spielwürfeln eine aufsteigende Reihe von gültigen Zahlwerten bilden müssen. Die Würfel weisen statt Augen die römischen Ziffern I, I, I, V, X und X auf. Neben den Würfel sind 36 Aktionskarten bestehend aus jeweils 6 Karten für jeden der bis zu sechs Mitspieler sowie ein Punkteblock zum Notieren der Ergebnisse enthalten. Die Spielanleitung der deutschen Version liegt auf Deutsch und Latein bei.
Das Spiel ähnelt in seiner Spielweise und Ausstattung dem Spiel Ludix, das 2014 bei dem österreichischen Verlag erschien und von Niek Neuwahl in Zusammenarbeit mit dem Schweizer Spielmuseum (Le Musée Suisse du Jeu) entwickelt wurde.

## Spielweise
Das Spiel Römisch Pokern ist ein einfaches Würfelspiel, das nach dem Prinzip „push your luck“ funktioniert. Zu Beginn bekommen alle Mitspieler jeweils ein Set aus sechs Aktionskarten und die Namen werden auf dem Wertungsblock notiert. Die sechs Würfel erhält ein vorab bestimmter Startspieler.
Beginnend mit dem Startspieler würfeln die Mitspieler nacheinander im Uhrzeigersinn. Der jeweils aktive Spieler wirft dabei einen einzelnen Würfel und entscheidet danach, ob er einen weiteren Würfel nutzen möchte. Er kann dies so lang wiederholen, wie er mit den bereits geworfenen Würfeln gültige römische Zahlen bilden kann. Alternativ kann er jederzeit aufhören zu würfeln und das Ergebnis notieren. Wirft er einen Fehlwurf, kann also keine gültige römische Zahl würfeln, muss er seinen Zug abbrechen ohne ein Ergebnis zu notieren oder kann eine Aktionskarte einsetzen.
Die Spieler müssen versuchen, aus ihren Ergebnissen auf dem Punkteblock eine aufsteigende Reihe von Ergebnissen zu bilden. Sie notieren dabei ihre Ergebnisse in sieben Zeilen ihrer Spalte auf dem Spielblock. Kann ein Spieler sein Ergebnis nicht eintragen, weil die Zahl bereits vorhanden ist oder sich nicht in die Reihe einpassen lässt, gilt dies ebenfalls als Fehlwurf. Er muss in diesem Fall seinen Zug abbrechen ohne ein Ergebnis zu notieren oder kann ebenfalls eine Aktionskarte einsetzen.
Die sechs Aktionskarten erlauben es dem Spieler, ein Würfelergebnis nachträglich zu ändern. Dabei gibt es fünf verschiedene mögliche Aktionen:
- Der Spieler darf beliebig viele der bereits geworfenen I ignorieren,
- der Spieler darf beliebig viele der bereits geworfenen V ignorieren,
- der Spieler darf einen bereits geworfenen Würfel erneut werfen,
- der Spieler darf einen beliebigen bereits geworfenen Würfel aus seinem Ergebnis entfernen, oder
- der Spieler darf eine Zahl erneut in seine Spalte eintragen, die dort bereits vorhanden ist. Dabei muss er die Reihenfolge der Würfelwerte jedoch trotzdem einhalten.

Die sechste Karte ist ein Joker und darf für eine beliebige der beschriebenen Aktionen eingesetzt werden.
Sobald ein Spieler die siebte Zahl in seine Spalte einträgt, wird die laufende Runde zu Ende gespielt. Danach werden die Punkte gewertet und jeder Spieler erhält für jede noch nicht eingesetzte Aktionskarte fünf Bonuspunkte. Gewinner ist der Spieler, der am Ende das höchste Ergebnis erreicht.

## Ausgaben und Rezeption
Das Würfelspiel Römisch Pokern wurde von David Parlett und Johannes Krenner entwickelt und erschien 2015 bei dem deutschen Spieleverlag Amigo. 2016 veröffentlichte auch der französische Verlag Gigamic das Spiel, diesmal unter dem Namen Avé.

## Belege
1. 1 2 3 4  Offizielle Spielregeln für Römisch Pokern, 2015
2. ↑  Versionen von Römisch Pokern in der Datenbank BoardGameGeek; abgerufen am 14. April 2017.